# Saint-Rémy-de-Provence
Saint-Rémy-de-Provence (provençálskou okcitánštinou: Sant Romieg de Provença klasickou a Sant Roumié de Prouvènço mistrálskou normou) je obec v departementu Bouches-du-Rhône v jižní Francii. Má asi deset a půl tisíce obyvatel. Je místem narození Nostradama a spisovatelky Marie Gasquetové.

## Geografie
Saint-Rémy-de-Provence se nachází asi 20 km jižně od Avignonu, přímo na sever od horského hřebene Alpilles.
Sousední obce: Eyragues, Noves, Saint-Andiol, Mollégès, Eygalières, Aureille, Mouriès, Les Baux-de-Provence, Maussane-les-Alpilles, Fontvieille, Mas-Blanc-des-Alpilles, Saint-Étienne-du-Grès a Maillane.

## Stručná charakteristika
Asi kilometr za obcí Saint-Rémy se nachází náhorní planina Antiques. Na tomto místě stojí bývalý klášter, kde doktor Mercurin založil počátkem 19. století ústav pro duševně choré. Ústav zpočátku vzkvétal a prosperoval. Ale od roku 1874, kdy ho přestal finančně podporovat mecenáš, víceméně upadal.

## Souvislost s malířemVincentem van Goghem

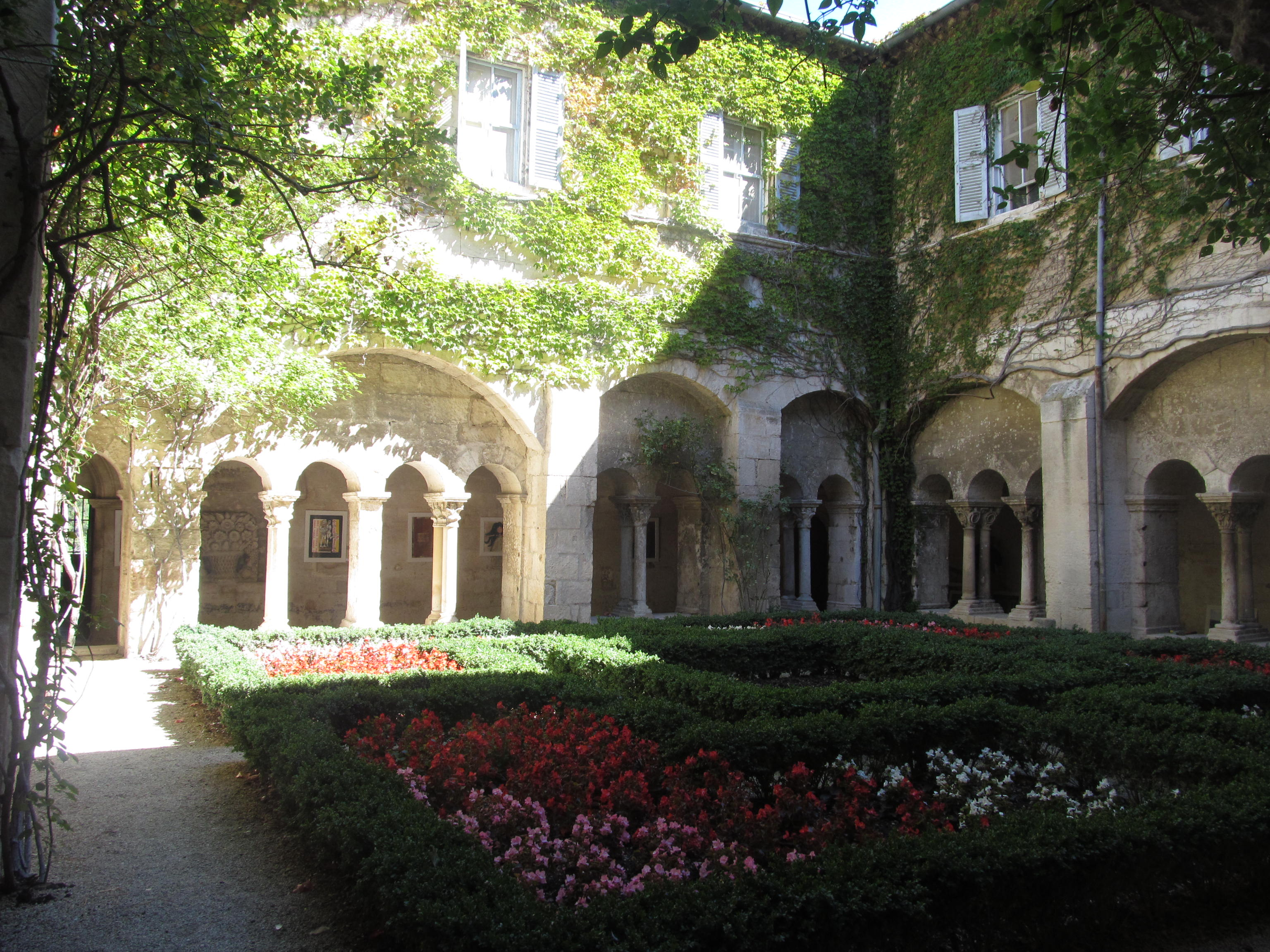
Rajský dvůr v klášteře

V lednu a únoru 1889 byl Vincent v důsledku nespavosti a halucinačních stavů hospitalizován v nemocnici v Arles. Po propuštění ho ještě ve žlutém domě v Arles navštívil Paul Signac, místní občané však na základě petice prosadili, že byl žlutý dům policejně zapečetěn a Vincent znovu hospitalizován. Po propuštění se dobrovolně rozhodl k pobytu v ústavu pro choromyslné v bývalém augustiniánském klášteře Saint-Paul-de-Mausole, asi 3 km od centra Saint Rémy. Vincent sem dorazil 8. května 1889. Dr. Peyron, který ústav vedl, nebyl odborníkem na duševní poruchy a pacienty neléčil, jen udržoval při životě. Ani Vincentovi se kromě dvou koupelí týdně nedostalo jiné péče. Na rozdíl od ostatních pacientů však mohl v doprovodu ošetřovatele Pouleta chodit na vycházky a malovat v plenéru. Pobyt v ústavu mu hradil bratr Theo van Gogh. Vincent tak měl k dispozici dva pokoje. V jednom spal, druhý, s výhledem do klášterní zahrady, používal jako ateliér.

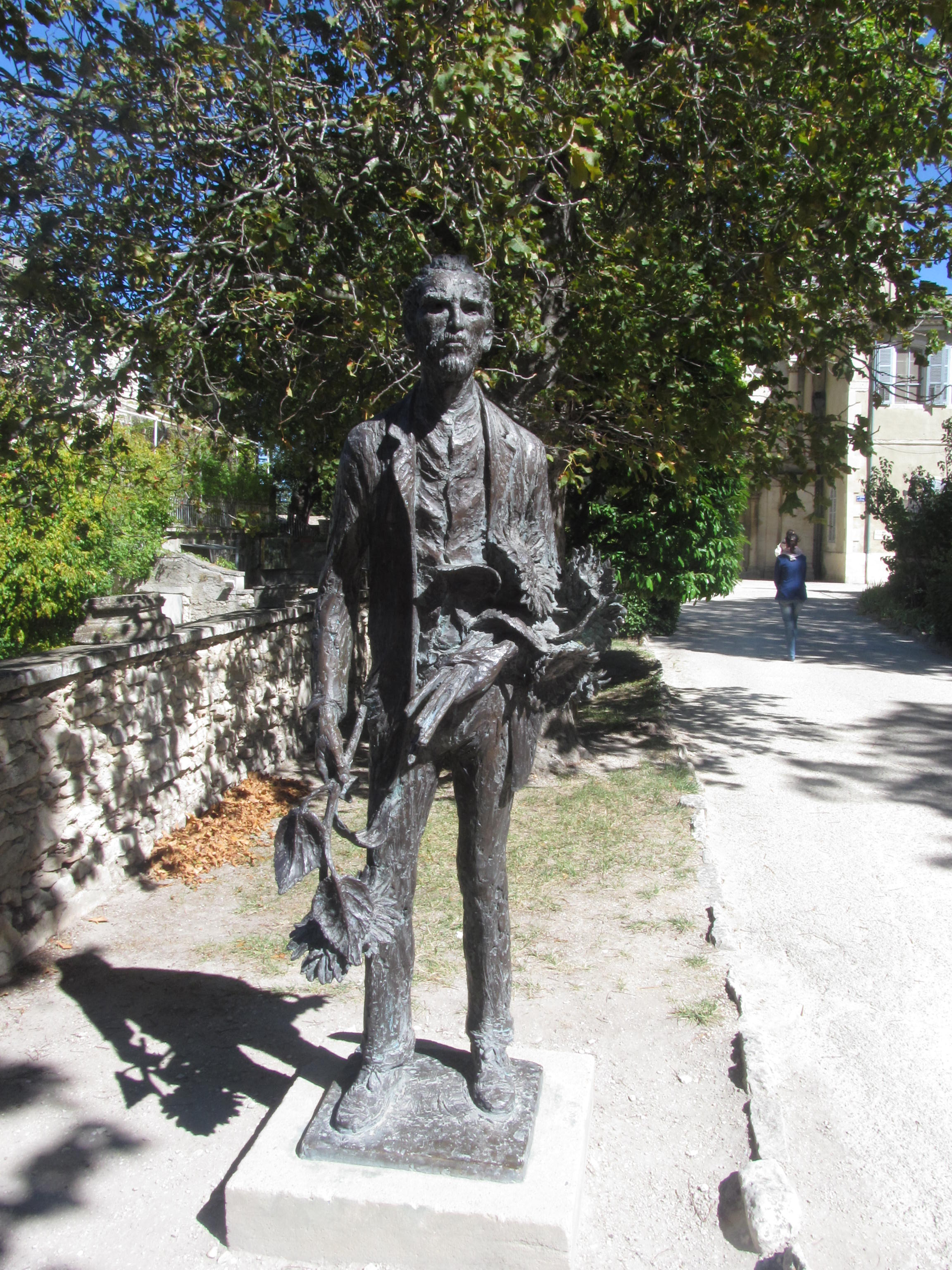
Vincentova socha na přístupové cestě ke kostelu

 V klášteře Vincent namaloval 140 obrazů, jen 7 z nich signoval. Vznikla zde řada obrazů, které patří v jeho díle k těm nejzásadnějším, jako např. série Cypřišů, Umělcův pokoj v Arles, dva Autoportréty nebo Truchlící stařec. Maloval také variace na obrazy Rembrandtovy, Milletovy, Daumierovy, Delacroixovy a Doréovy. Vincentův zdravotní stav se však nelepšil. Během pobytu v ústavu prodělal 4 záchvaty, během nichž nad sebou ztrácel kontrolu a upadal do bezvědomí. Po některých nemohl více než měsíc malovat. Protože v dalším setrvávání v ústavu neviděl perspektivu, 16. května 1890 Vincent ústav opustil a odcestoval do Paříže.
Starší část kláštera Saint-Paul-de-Mausole je – po zaplacení vstupného – přístupná veřejnosti (v nové je stále zařízení pro psychicky nemocné). Přístupný je románský kostel, rajský dvůr a dvě místnosti s expozicí zachycující malířův pobyt v ústavu. Okolo kláštera vede naučná stezka. Na místech, kde Vincent příslušný obraz namaloval, je jeho reprodukce. Je tak možné srovnat změnu krajiny od malířových dob a zamyslet se nad způsobem, jakým ji Vincent viděl a ztvárnil.

## Vývoj počtu obyvatel
Počet obyvatel

## Osobnosti obce
- Léon Daudet, nacionalistický spisovatel
- Jean-Marie Balestre, novinář a funkcionář v automobilovém sportu
- Nostradamus (Michel de Nostredame), renesanční lékař a proslulý věštec